# Johann-Wenzel-Stamitz-Preis
Der Johann-Wenzel-Stamitz-Preis der Künstlergilde e. V., ehemals „Ostdeutscher Musikpreis“, wird von der Künstlergilde Esslingen an Persönlichkeiten – Professionelle und Nachwuchskünstler – für hervorragende Leistungen im Bereich der Musik verliehen.
Die Auszeichnung wird seit 1960 einmal im Jahr vergeben und geht an Komponisten und an ausübende Musiker, deren Werk und Wirken aus der Reflexion und im Austausch mit der deutschen Musik im östlichen Europa entstanden ist und in Affinität zur Musik der historischen deutschen Kulturlandschaften steht.
Der Preis ist benannt nach dem böhmischen Komponisten und Violinisten Johann Wenzel Stamitz, dem Gründer der so genannten Mannheimer Schule der Instrumental-Musik und Schöpfer des symphonischen Orchesterstils.

## Hauptpreisträger
- 1960: Otto Besch
- 1961: Isidor Stögbauer
- 1962: Gerhard Strecke
- 1963: Heinrich Simbriger
- 1964: Günter Bialas
- 1964: Heinz Tiessen
- 1966: Georg von Albrecht
- 1967: Hans Vogt
- 1968: Karl Michael Komma
- 1969: Hans-Klaus Langer
- 1970: Eduard Hanisch
- 1971: Erhard Karkoschka
- 1972: Hans Otte
- 1973: Karl / Kerstin Thieme
- 1974: Wolfgang Hildemann
- 1975: Heinrich Konietzny
- 1976: Gerhard Schwarz
- 1977: Norbert Linke
- 1978: Bert Rudolf
- 1979: Wolfgang Steffen
- 1980: Harald Heilmann
- 1981: Rudolf Halaczinsky
- 1982: Markus Lehmann
- 1983: Dietrich Manicke
- 1984: Günter Friedrichs
- 1985: Friedrich Voss
- 1986: Klaus Hinrich Stahmer
- 1987: Rolf Hempel
- 1988: Dietrich Erdmann
- 1989: Felix Werder
- 1990: Dieter Acker
- 1991: Christfried Schmidt
- 1992: Heino Schubert
- 1993: Petr Eben
- 1994: Oskar Gottlieb Blarr
- 1995: Josef Tal
- 1996: Krzysztof Meyer
- 1997: Jan Meyerowitz
- 1998: Georg Katzer
- 1999: Abel Ehrlich
- 2000: Augustyn Bloch
- 2004: Helmut Scheunchen
- 2006: Kurpfälzisches Kammerorchester
- 2007: Wolfgang Stockmeier
- 2008: Armin Rosin
- 2009: Roland Leistner-Mayer
- 2010: Dietmar Gräf
- 2011: Widmar Hader
- 2012: Violeta Dinescu
- 2013: Gerhard Deutschmann
- 2014: Peter Michael Braun
- 2015: Gernot Maria Grohs
- 2016: Andreas Willscher
- 2017: Ursula Görsch
- 2018: Richard Heller
- 2019: Petr Kolař
- 2020: Heinz Acker
- 2021: Aurelian Octav Popa, Sanda Crăciun Popa
- 2022: Elisabeth Ganter
- 2023: Nikolaus Brass